# Fan Changlong
Fan Changlong (En chino:范长龙, 1947 -) es un general en las Ejército Popular de Liberación (EPL) de la República Popular China, excomandante del EPL en la región Militar de Jinan.
Fan nació en Dandong, provincia de Liaoning. Se unió a la PLA y el Partido Comunista de China en 1969. Se convirtió en un general de división en 1995, un teniente general en 2002, y en general el 15 de julio de 2008. Fan ha sido miembro suplente de la Comisión 16 Central del Partido Comunista de China, y un miembro de pleno derecho de la 17a Comité Central.
Es actualmente vicepresidente de la Comisión Militar Central y miembro del Buró Político del Comité Central del Partido Comunista de China,